# Дон Менца
Дон Менца (англ. Don Menza, нар. 22 квітня 1936) — американський джазовий саксофоніст.

## Кар'єра
Менца народився в Баффало, штат Нью-Йорк. Після служби в армії США він був частиною оркестру Мейнарда Фергюсона з 1960 по 1962 рік, а потім недовго працював у Стена Кентона. З 1964 по 1968 рік жив у Німеччині. Повернувшись у США, він став учасником гурту Бадді Річа в 1968 році і записав відоме соло з цим гуртом на «Channel One Suite». У 1970-х він був учасником The Tonight Show Band. Пізніше він жив у Каліфорнії і грав з Елвіном Джонсом і Луї Беллсоном.
У 2005 році Менца був прийнятий до Зали слави музики Баффало.
Менца написав два хіт-паради, які грає Buddy Rich Band: «Time Check» і «Groovin' Hard».

## Особисте життя
Син Дона Нік Менца (1964—2016) був барабанщиком хеві-метал-гурту Megadeth.